# Isotta Fraschini V.4
Isotta Fraschini V.4 byl italský šestiválcový vodou chlazený řadový pístový letecký motor vyráběný od roku 1916, který byl používán ve vojenských letadlech v 1. světové válce. Jeho konstrukce byla typická pro soudobé letecké motory. Motor měl šest litinových válců, přičemž vždy dva válce měly společnou hlavu. Tento motor vyráběla i společnost Alfa Romeo.

## Použití
- CANT 7
- Caproni Ca.3
- Caproni Ca.1 (1914)
- Macchi L.1
- Macchi M.5
- SIAI S.8

## Hlavní technické údaje V.4B
Šestiválcový vodou chlazený řadový (stojatý) čtyřdobý zážehový pístový motor, s přímým náhonem vrtule
- Vrtání: 130 mm
- Zdvih: 180 mm
- Zdvihový objem: 14,335 l
- Délka: 1470 mm
- Šířka: 460 mm
- Výška: 1020 mm
- Hmotnost: 264 kg
- Vzletový výkon: 150 k (110,3 kW) při 1800 otáčkách za minutu
- Poměr hmotnost ÷ výkon: 1,76 kg/k (2,39 kg/kW)